# 入金ネット
入金ネット（にゅうきんネット）は、相互入金業務協議会に加盟する第二地方銀行・信用金庫・信用組合・労働金庫のうち、全国の411 (2013年1月4日時点）の金融機関が参加し、参加金融機関相互間のATMにて入金ができるサービスのことで、2006年1月4日に開始された。

## 概要
入金ネット参加金融機関のキャッシュカードを、「入金ネット」のマーク（入金ネットのマークは赤色で文字は白抜き）のある金融機関のATMにて入金の際、全国キャッシュサービス（MICS）と同様に8:00-21:00の時間帯にて利用できる（個別に拡張MICSに加入していない金融機関を除く）。
なお、利用の際にはMICS扱いの出金と同じ手数料となる。大半の金融機関では平日8：45-18：00の入金手数料が110円、平日8:00-8:45と18:00-21:00及び土曜・日曜・休日8:00-21:00の入金手数料が220円が必要となるが、金融機関によっては土曜9:00-14:00の入金手数料を110円とする場合や、入金のできる時間帯が出金可能の時間帯と異なる場合があること、および土曜・日曜・休日の入金の取扱のないことがある。労働金庫のキャッシュカードで各入金ネットのATMで入金する場合は曜日時間にかかわらず終日無料である。ただし一旦手数料が引き落とされるが即時にキャッシュバックされる。
ただし、法人キャッシュカードは利用できない。
対象となるATMには「入金ネット」のステッカーが提示されている。なお「入金ネット」加盟外金融機関のキャッシュカードによる入金、あるいは「入金ネット」参加金融機関のキャッシュカードであっても加盟外金融機関のATMでの入金はできない（個別で相互入金提携している場合はこの限りでない）。
2006年1月4日付の人民網日本語版ウェブの記事では、「今後、大手銀行や地銀、農協などにも参加を呼びかける方針。 」との記述がある。ただし、東京スター銀行や大垣共立銀行（ゼロバンク）などのように他行利用手数料を無料にした金融機関が参加した際に入金も同様に無料になるかどうかなど、未知数の点もある。

## 相互入金業務協議会
- 金融機関の相互入金業務の実現と円滑な運営ならびに当該業務のより一層の発展および預金者の利用促進を目的として2005年11月に設立された機関である。

## 参加金融機関
※：2018年5月1日現在
掲載の順序は、都道府県ごとに「第二地方銀行」・「信用金庫」・「信用組合」・「労働金庫」とする。但し、各参加金融機関の店舗が複数の都道府県にまたがる場合は、その金融機関の本店所在地のある各都道府県の節に掲載する。また、金融機関名の頭に括弧書きの数字がある場合は統一金融機関コードであり、この順番で掲載する。
なお、相互入金業務協議会(入金ネット)に加盟(参加)する金融機関であっても、準備中もしくは取扱いを行っていない金融機関が含まれているため、実際に利用可能か否かは、利用する金融機関に確認する必要がある。

### 北海道
- (1001)北海道信用金庫
- (1003)室蘭信用金庫
- (1004)空知信用金庫
- (1006)苫小牧信用金庫
- (1009)伊達信用金庫
- (1009)北空知信用金庫
- (1011)留萌信用金庫
- (1014)道南うみ街信用金庫
- (1024)北星信用金庫
- (1026)帯広信用金庫
- (1027)釧路信用金庫
- (1031)網走信用金庫
- (1033)遠軽信用金庫
- (2011)北央信用組合
- (2013)札幌中央信用組合
- (2014)ウリ信用組合
- (2017)函館商工信用組合
- (2019)空知商工信用組合
- (2024)十勝信用組合
- (2025)釧路信用組合
- (2951)北海道労働金庫

### 東北

#### 青森県
- 東奥信用金庫
- 青い森信用金庫
- 青森県信用組合

#### 秋田県
- (1120)秋田信用金庫
- (1123)羽後信用金庫
- (2075)秋田県信用組合

#### 山形県
- 山形信用金庫
- 米澤信用金庫
- 鶴岡信用金庫
- 新庄信用金庫
- 北郡信用組合
- 山形中央信用組合
- 山形第一信用組合

#### 岩手県
- (0509)北日本銀行
- 盛岡信用金庫
- 宮古信用金庫
- 一関信用金庫
- 北上信用金庫
- 花巻信用金庫
- 水沢信用金庫
- 杜陵信用組合

#### 宮城県
- (0512)仙台銀行（平日8:45-18:00に限り大東銀行と相互に入金が無料だが、みやぎネットに加盟する信用金庫との相互入金は時間内でも手数料が発生する）
- (1170)杜の都信用金庫
- (1171)宮城第一信用金庫
- 石巻信用金庫
- 仙南信用金庫
- 気仙沼信用金庫
- 石巻商工信用組合
- 古川信用組合
- 仙北信用組合
- (2954)東北労働金庫

#### 福島県
- (0514)大東銀行（平日8:45-18:00に限り仙台銀行と相互に入金が無料）
- 郡山信用金庫
- 白河信用金庫
- 須賀川信用金庫
- ひまわり信用金庫
- あぶくま信用金庫
- 福島信用金庫
- 福島県商工信用組合
- いわき信用組合
- 相双五城信用組合
- 会津商工信用組合

### 関東

#### 群馬県
- 高崎信用金庫
- 桐生信用金庫
- アイオー信用金庫
- 利根郡信用金庫
- 館林信用金庫
- 北群馬信用金庫
- しののめ信用金庫
- あかぎ信用組合
- 群馬県信用組合
- かみつけ信用組合
- 東群馬信用組合

#### 栃木県
- 栃木銀行
- 足利小山信用金庫
- 栃木信用金庫
- 鹿沼相互信用金庫
- 佐野信用金庫
- 大田原信用金庫
- 烏山信用金庫
- 真岡信用組合
- 那須信用組合

#### 茨城県
- 茨城県信用組合

#### 埼玉県
- 川口信用金庫
- 青木信用金庫
- 飯能信用金庫
- 熊谷商工信用組合

#### 千葉県
- 銚子信用金庫
- 東京ベイ信用金庫
- 館山信用金庫
- 佐原信用金庫
- 房総信用組合
- 銚子商工信用組合
- 君津信用組合

#### 神奈川県
- 神奈川銀行
- 横浜信用金庫
- かながわ信用金庫
- 平塚信用金庫
- さがみ信用金庫
- 中栄信用金庫
- 中南信用金庫
- 神奈川県歯科医師信用組合
- 横浜幸銀信用組合
- 小田原第一信用組合
- 相愛信用組合

#### 東京都
- (0525)東日本銀行
- 朝日信用金庫
- 興産信用金庫
- さわやか信用金庫
- 東京シティ信用金庫
- 芝信用金庫
- 東京東信用金庫
- 東榮信用金庫
- 亀有信用金庫
- 小松川信用金庫
- 足立成和信用金庫
- 東京三協信用金庫
- 西京信用金庫
- 西武信用金庫
- 昭和信用金庫
- 目黒信用金庫
- 世田谷信用金庫
- 東京信用金庫
- 瀧野川信用金庫
- 巣鴨信用金庫
- 多摩信用金庫
- (2060)あすか信用組合
- 全東栄信用組合
- 東浴信用組合
- 東京厚生信用組合
- 東信用組合
- 江東信用組合
- 青和信用組合
- 中ノ郷信用組合
- 共立信用組合
- 大東京信用組合
- 第一勧業信用組合
- 警視庁職員信用組合
- 東京消防信用組合
- 東京都職員信用組合
- ハナ信用組合
- 朝日新聞信用組合
- 中央労働金庫

### 中部

#### 新潟県
- 新潟信用金庫
- 長岡信用金庫
- 三条信用金庫
- 柏崎信用金庫
- 上越信用金庫
- 新井信用金庫
- 村上信用金庫
- 加茂信用金庫
- 新潟縣信用組合
- 興栄信用組合
- はばたき信用組合
- 協栄信用組合
- 巻信用組合
- 新潟大栄信用組合
- ゆきぐに信用組合
- 糸魚川信用組合
- 新潟県労働金庫

#### 山梨県
- 甲府信用金庫
- 山梨信用金庫
- 都留信用組合

#### 長野県
- 長野信用金庫
- 松本信用金庫
- 上田信用金庫
- 諏訪信用金庫
- 飯田信用金庫
- アルプス中央信用金庫
- 長野県信用組合
- 長野県労働金庫

#### 富山県
- 富山信用金庫
- 高岡信用金庫
- 新湊信用金庫
- にいかわ信用金庫
- 氷見伏木信用金庫
- 砺波信用金庫
- 石動信用金庫
- 富山県医師信用組合
- 富山県信用組合

#### 石川県
- 金沢信用金庫
- のと共栄信用金庫
- はくさん信用金庫
- 興能信用金庫
- 金沢中央信用組合
- 北陸労働金庫

#### 福井県
- 福邦銀行（福井県内各信金と相互に終日無料入金が可能）
- 福井信用金庫（福邦銀行と相互に終日無料入金が可能）
- 敦賀信用金庫（福邦銀行と相互に終日無料入金が可能）
- 小浜信用金庫（福邦銀行と相互に終日無料入金が可能）
- 越前信用金庫（福邦銀行と相互に終日無料入金が可能）
- 福泉信用組合

#### 静岡県
- 静岡中央銀行
- 静清信用金庫
- 浜松磐田信用金庫
- 沼津信用金庫
- 三島信用金庫
- 富士宮信用金庫
- 島田掛川信用金庫
- 富士信用金庫
- 遠州信用金庫
- 静岡県労働金庫

#### 岐阜県
- 岐阜信用金庫
- 大垣西濃信用金庫
- 高山信用金庫
- 東濃信用金庫
- 関信用金庫
- 岐阜商工信用組合
- イオ信用組合
- 飛騨信用組合
- 益田信用組合

#### 愛知県
- 豊橋信用金庫
- いちい信用金庫
- 瀬戸信用金庫
- 半田信用金庫
- 知多信用金庫
- 豊川信用金庫
- 豊田信用金庫
- 碧海信用金庫
- 西尾信用金庫
- 蒲郡信用金庫
- 尾西信用金庫
- 中日信用金庫
- 東春信用金庫
- 丸八信用組合
- 信用組合愛知商銀
- 愛知県警察信用組合
- 名古屋青果物信用組合
- 愛知県医療信用組合
- 豊橋商工信用組合
- 愛知県中央信用組合
- 東海労働金庫

#### 三重県
- 津信用金庫
- 北伊勢上野信用金庫
- 桑名三重信用金庫

### 近畿

#### 滋賀県
- 滋賀中央信用金庫
- 長浜信用金庫
- 湖東信用金庫
- 滋賀県民信用組合
- 滋賀県信用組合

#### 京都府
- 京都信用金庫
- 京都中央信用金庫
- 京都北都信用金庫
- 京滋信用組合

#### 大阪府
- 大阪信用金庫
- 大阪厚生信用金庫
- 大阪シティ信用金庫
- 永和信用金庫
- 北おおさか信用金庫
- 枚方信用金庫
- 大同信用組合
- 成協信用組合
- 大阪協栄信用組合（注：合併前の旧：富士信用組合店舗の口座保有者かつ、旧組合名のキャッシュカードを所持・利用している場合に限る（ATMも旧：富士信組店舗のみに設置）。なお従前の大阪協栄信組店舗ではATM非設置・キャッシュカード非取扱いである。）
- 大阪貯蓄信用組合
- のぞみ信用組合
- 中央信用組合
- 大阪府医師信用組合
- 大阪府警察信用組合
- 近畿産業信用組合
- ミレ信用組合
- 近畿労働金庫

#### 奈良県
- 奈良信用金庫
- 大和信用金庫
- 奈良中央信用金庫

#### 和歌山県
- 新宮信用金庫
- きのくに信用金庫

#### 兵庫県
- みなと銀行
- 神戸信用金庫
- 姫路信用金庫
- 播州信用金庫
- 兵庫信用金庫
- 淡路信用金庫
- 但馬信用金庫
- 西兵庫信用金庫
- 中兵庫信用金庫
- 但陽信用金庫
- 兵庫県警察信用組合
- 兵庫県信用組合
- 神戸市職員信用組合
- 淡陽信用組合
- 兵庫ひまわり信用組合

### 中国

#### 鳥取県
- 鳥取信用金庫
- 米子信用金庫
- 倉吉信用金庫

#### 島根県
- 島根銀行
- しまね信用金庫
- 日本海信用金庫
- 島根中央信用金庫
- 島根益田信用組合

#### 岡山県
- トマト銀行
- おかやま信用金庫
- 水島信用金庫
- 玉島信用金庫
- 備北信用金庫
- 備前日生信用金庫
- 朝銀西信用組合
- 笠岡信用組合

#### 広島県
- 広島信用金庫
- 呉信用金庫
- 広島みどり信用金庫
- 広島市信用組合
- 広島県信用組合
- 信用組合広島商銀
- 両備信用組合
- 備後信用組合
- 中国労働金庫

#### 山口県
- 西京銀行
- 萩山口信用金庫
- 西中国信用金庫
- 防府信用金庫
- 東山口信用金庫
- 山口県信用組合

### 四国

#### 徳島県
- 徳島大正銀行
- 徳島信用金庫
- 阿南信用金庫

#### 香川県
- 香川銀行
- 高松信用金庫
- 観音寺信用金庫
- 香川県信用組合
- 四国労働金庫

#### 愛媛県
- 愛媛銀行
- 愛媛信用金庫
- 宇和島信用金庫
- 東予信用金庫
- 川之江信用金庫

#### 高知県
- 高知銀行
- 幡多信用金庫
- 土佐信用組合
- 宿毛商銀信用組合

### 九州

#### 福岡県
- 福岡中央銀行
- 福岡信用金庫
- 福岡ひびき信用金庫
- 大牟田柳川信用金庫
- 筑後信用金庫
- 飯塚信用金庫
- 大川信用金庫
- 遠賀信用金庫
- 福岡県信用組合
- 九州労働金庫

#### 佐賀県
- 佐賀共栄銀行
- 唐津信用金庫
- 佐賀信用金庫
- 伊万里信用金庫
- 九州ひぜん信用金庫
- 佐賀東信用組合
- 佐賀西信用組合

#### 長崎県
- 長崎銀行
- たちばな信用金庫
- 長崎三菱信用組合
- 西海みずき信用組合
- 福江信用組合

#### 熊本県
- 熊本銀行
- 熊本信用金庫
- 熊本中央信用金庫
- 熊本県信用組合

#### 大分県
- 豊和銀行
- 大分信用金庫
- 大分みらい信用金庫
- 日田信用金庫
- 大分県信用組合

#### 宮崎県
- 宮崎太陽銀行
- 宮崎第一信用金庫
- 延岡信用金庫
- 宮崎県南部信用組合

#### 鹿児島県
- 南日本銀行
- 鹿児島信用金庫
- 鹿児島相互信用金庫
- 奄美大島信用金庫
- 鹿児島興業信用組合
- 奄美信用組合

### 沖縄県
- コザ信用金庫
- 沖縄県労働金庫